# Tebing Tinggi (île)
Ne doit pas être confondu avec Tebing Tinggi.
L'île de Tebing Tinggi est une île du détroit de Malacca, dans la province indonésienne de Riau. Il ne faut pas la confondre avec la ville de Tebing Tinggi dans la province de Sumatra du Nord.
Administrativement, l'île fait partie du Kabupaten des îles Meranti.